# Labbyträsket
Labbyträsket är en sjö i Lovisa stad i Finland.   Den ligger i landskapet Nyland, i den södra delen av landet, 60 km öster om huvudstaden Helsingfors. Labbyträsket ligger 20 meter över havet. Arean är 46,2 hektar och strandlinjen är 3,5 kilometer lång. Sjön  ingår i Finska vikens kustområde.  Ön Råholmen finns i Labbyträsket.